# John P. Grotzinger

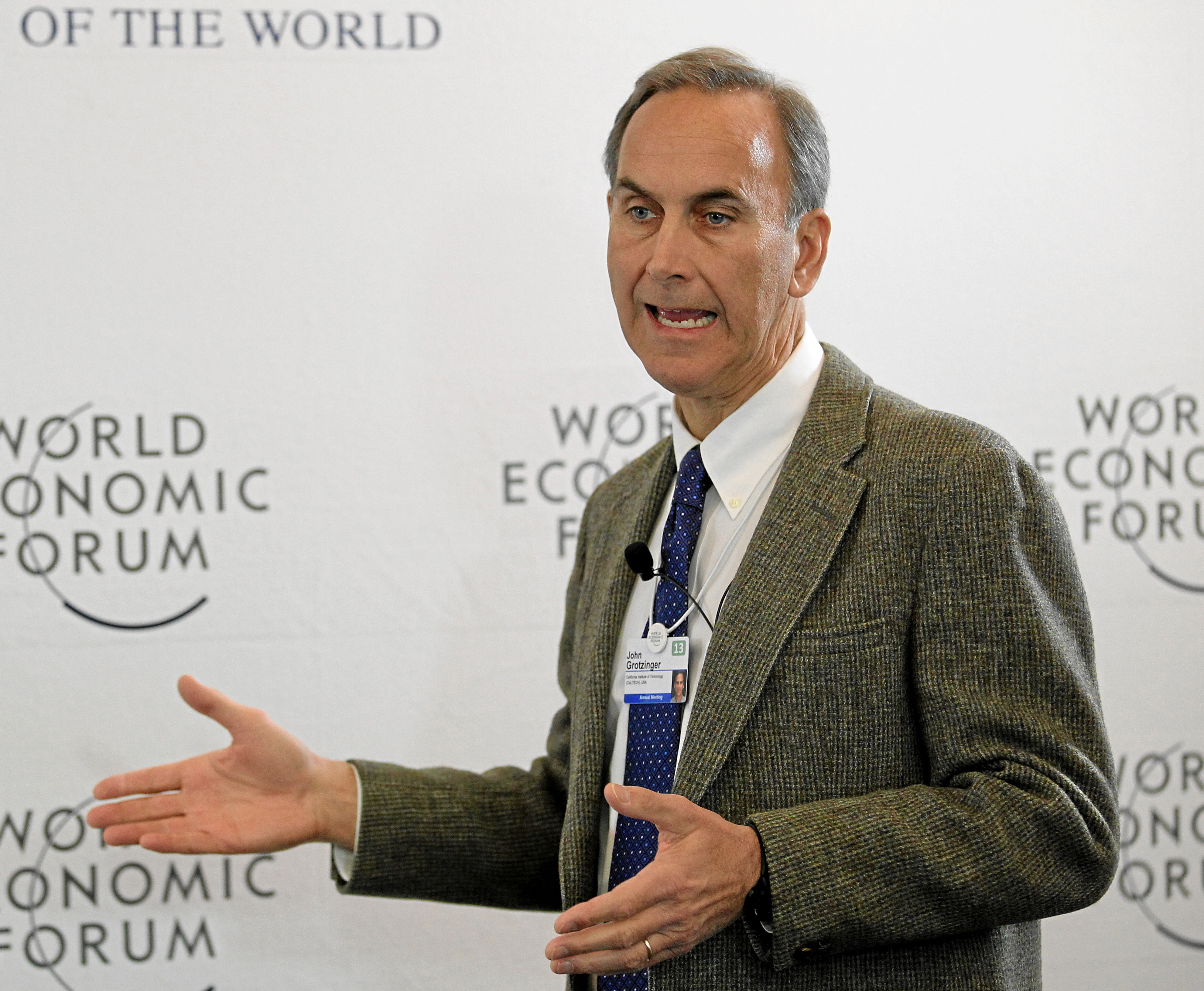
Grotzinger während des WEFs 2013

John P. Grotzinger (* 1957) ist ein US-amerikanischer Paläontologe.

## Leben und Werk
Grotzinger erhielt seinen Bachelor-Abschluss 1979 am Hobart College und seinen Master-Abschluss 1981 an der University of Montana. 1985 wurde er am Virginia Polytechnic Institute promoviert (Evolution of Early Proterozoic passive-margin carbonate platform, Rocknest Formation, Wopmay Orogen, NWT, Canada). 1988 wurde er Professor am Massachusetts Institute of Technology, wo er Direktor des Earth Resources Laboratory war. 1996 wurde er Visiting Associate Professor am Caltech, wo er seit 2005 Fletcher Jones Professor für Geologie ist und außerdem 2004 Moore Scholar war.
2007 erhielt er die Charles Doolittle Walcott Medal für die Untersuchung fossiler Stromatolithen in Kalkgesteinen und genaue Feldstudien über den Zeitverlauf der frühen Evolution. Er forscht auch über Lebensmöglichkeiten auf anderen Planeten unter anderem für die NASA und war 2003 am Mars Exploration Rover Project der NASA beteiligt. 2004 fand er mit Kollegen Hinweise auf Wasser auf dem Mars:  
- Vorkommen kleiner Kügelchen mit 1 bis 2 mm Durchmesser in den Gesteinen mit zufälliger Verteilung ohne Anhäufung in bestimmten Schichten,
- kleine etwa 1 cm lange scheibenförmige Hohlräume (Vugs), möglicherweise verursacht durch aufgelöste Gipskristalle
- Hinweise auf das Mineral Jarosit, ein Eisensulfat-Hydrat.

Er ist leitender Wissenschaftler der Mars Science Laboratory Rover Mission (2011). Mit Thomas H. Jordan (* 1948) gibt er die Neuauflagen des weit verbreiteten Geologie-Lehrbuchs Understanding Earth von Raymond Siever und Frank Press heraus.
2002 wurde er in die National Academy of Sciences aufgenommen, 2019 in die American Academy of Arts and Sciences. Er erhielt den National Science Foundation Young Investigator Award, die Fred Donath Medal der Geological Society of America und die Henno Martin Medal der Geological Society of Namibia. Für 2024 wurde ihm die William H. Twenhofel Medal zugesprochen. 
2000 beschrieb er die mit Cloudina ältesten bekannten Metazoen-Fossilien mit Kalkskelett, Namacalathus, beide aus der Small-Shelly-Fauna und gefunden in der Nama Formation in Namibia – Cloudina schon Anfang der 1970er Jahre, Namacalathus durch Grotzinger Anfang der 1990er Jahre (in denselben Schichten und zusammen mit Cloudina).
Grotzinger untersuchte auch die Bio-Geochemie präkambrischer Sedimente, wobei von ihm neu entwickelte Techniken auch Anwendung in der Öl-Exploration fanden. Dabei fand er auch (nach einer einjährigen Expedition in den Oman 2001, bei der er Proben aus Erdölexploration aus einigen tausend m Tiefe untersuchte, die damals ältesten Muttergesteine, in denen Öl gefördert wurde) Hinweise zur Unterstützung seiner Hypothese über den rätselhaften Ursprung der Kambrischen Explosion (der relativ plötzlichen Entwicklung der Haupt-Tierstämme im Kambrium vor rund 540 Millionen Jahren). Nach ihm war dies Folge eines vorherigen Massenaussterbens in einer Umweltkatastrophe, die zu Sauerstoffmangel in den Ozeanen aufgrund fehlender Zirkulation in den Ozeanen führte. Cloudina und Namacalathus Fossilien verschwanden in den Schichten beim Übergang zum Kambrium. In der Verteilung der Kohlenstoffisotope fanden sich Hinweise auf Sauerstoffmangel als Ursache, möglicherweise als Folge der Freisetzung von Gasen wie Methan und Kohlendioxid nach dem Wiedereinsetzen der Zirkulation in den Ozeanen. Weitere Untersuchung von Gesteinen aus dem Oman aus der Wende von Präkambrium zu Kambrium (rund 580 Millionen Jahre alt) durch Grotzinger und Kollegen zeigte 2006 Hinweise auf eine bessere Sauerstoffdurchmischung auch in tiefen Bereichen der Ozeane als weitere Ursache der Kambrischen Explosion.
Zuvor waren andere Hypothesen favorisiert worden wie die Entwicklung harter Schalen, die zu besserer Erhaltung als Fossilien führten, oder das Aufkommen von Räubern mit entsprechendem evolutionärem Druck.
John Grotzinger ist Ehrenmitglied der Geological Society of Oman.

## Schriften
- mit Frank Press, Thomas H. Jordan, Raymond Siever: Allgemeine Geologie. 5. Auflage, Spektrum Akademischer Verlag, Heidelberg / Berlin 2008 (Originaltitel: Understanding Earth, Freeman, New York, NY, 1993, übersetzt von Volker Schweizer), ISBN 3-8274-1812-7.
- mit Thomas H. Jordan: The essential Earth, Freeman, New York, NY 2008, 2012, ISBN 978-1-429-25524-0 (englisch).